# Zlatá hokejka
Zlatá hokejka je prestižní anketa oceňující nejlepšího československého, resp. českého hokejistu roku.

## Přehled držitelů dle počtu
| Počet | Jméno             | Roky                                                                   |
| ----- | ----------------- | ---------------------------------------------------------------------- |
| 12×   | Jaromír Jágr      | 1995, 1996, 1999, 2000, 2002, 2005, 2006, 2007, 2008, 2011, 2014, 2016 |
| 8×    | David Pastrňák    | 2017, 2018, 2019, 2020, 2021, 2023, 2024, 2025                         |
| 5×    | Dominik Hašek     | 1987, 1989, 1990, 1997, 1998                                           |
| 4×    | Vladimír Martinec | 1973, 1975, 1976, 1979                                                 |
| 3×    | Milan Nový        | 1977, 1981, 1982                                                       |

## Přehled držitelů – Československo
| Rok  | 1. místo           | klub                           | 2. místo         | klub                    | 3. místo           | klub                   |
| ---- | ------------------ | ------------------------------ | ---------------- | ----------------------- | ------------------ | ---------------------- |
| 1969 | Jan Suchý          | Dukla Jihlava                  | Jaroslav Jiřík   | ZKL Brno                | Jaroslav Holík     | Dukla Jihlava          |
| 1970 | Jan Suchý          | Dukla Jihlava                  | Josef Černý      | ZKL Brno                | Václav Nedomanský  | Slovan Bratislava      |
| 1971 | František Pospíšil | Poldi Kladno                   | Jan Suchý        | Dukla Jihlava           | Václav Nedomanský  | Slovan Bratislava      |
| 1972 | František Pospíšil | Poldi Kladno                   | Jaroslav Holík   | Dukla Jihlava           | Vladimír Dzurilla  | Slovan Bratislava      |
| 1973 | Vladimír Martinec  | Tesla Pardubice                | Jiří Holík       | Dukla Jihlava           | František Pospíšil | SONP Kladno            |
| 1974 | Jiří Holeček       | HC Sparta Praha                | Jiří Holík       | Dukla Jihlava           | Vladimír Martinec  | Tesla Pardubice        |
| 1975 | Vladimír Martinec  | Tesla Pardubice                | Jiří Holeček     | Sparta Praha            | Jiří Holík         | Dukla Jihlava          |
| 1976 | Vladimír Martinec  | Tesla Pardubice                | Jiří Holeček     | Sparta Praha            | Milan Nový         | SONP Kladno            |
| 1977 | Milan Nový         | Poldi Kladno                   | Ivan Hlinka      | CHZ Litvínov            | František Pospíšil | Poldi SONP Kladno      |
| 1978 | Ivan Hlinka        | CHZ Litvínov                   | Jiří Holeček     | Sparta ČKD Praha        | Jiří Bubla         | CHZ Litvínov           |
| 1979 | Vladimír Martinec  | Tesla Pardubice, Dukla Jihlava | Marián Šťastný   | Slovan Bratislava       | Jiří Bubla         | CHZ Litvínov           |
| 1980 | Peter Šťastný      | HC Slovan Bratislava           | Milan Nový       | Poldi SONP Kladno       | Jaroslav Pouzar    | Motor České Budějovice |
| 1981 | Milan Nový         | Poldi Kladno                   | Miroslav Dvořák  | Motor České Budějovice  | Jiří Lála          | Dukla Jihlava          |
| 1982 | Milan Nový         | Poldi Kladno                   | Miroslav Dvořák  | Motor České Budějovice  | Jiří Lála          | Dukla Jihlava          |
| 1983 | Vincent Lukáč      | VSŽ Košice                     | Jiří Králík      | Dukla Jihlava           | Jiří Lála          | Motor České Budějovice |
| 1984 | Igor Liba          | VSŽ Košice                     | Vladimír Růžička | CHZ Litvínov            | Milan Chalupa      | Dukla Jihlava          |
| 1985 | Jiří Králík        | TJ Gottwaldov                  | Igor Liba        | VSŽ Košice              | Miloslav Hořava    | Dukla Jihlava          |
| 1986 | Vladimír Růžička   | CHZ Litvínov                   | Igor Liba        | VSŽ Košice              | Jiří Hrdina        | Sparta Praha           |
| 1987 | Dominik Hašek      | Tesla Pardubice                | Jiří Hrdina      | Sparta Praha            | Dušan Pašek        | Slovan Bratislava      |
| 1988 | Vladimír Růžička   | CHZ Litvínov                   | Igor Liba        | VSŽ Košice              | Jaromír Šindel     | Sparta Praha           |
| 1989 | Dominik Hašek      | Tesla Pardubice                | Vladimír Růžička | CHZ Litvínov            | Oto Haščák         | Dukla Trenčín          |
| 1990 | Dominik Hašek      | Dukla Jihlava                  | Robert Reichel   | CHZ Litvínov            | Jiří Doležal       | Sparta Praha           |
| 1991 | Bedřich Ščerban    | Dukla Jihlava                  | Jiří Šlégr       | CHZ Litvínov            | Petr Bříza         | Sparta Praha           |
| 1992 | Róbert Švehla      | Dukla Trenčín                  | Žigmund Pálffy   | Dukla Trenčín           | Petr Bříza         | Lukko Rauma, Finsko    |
| 1993 | Miloš Holaň        | SSK Vítkovice                  | Jan Čaloun       | HC Chemopetrol Litvínov | Petr Bříza         | Lukko Rauma, Finsko    |

## Přehled držitelů – Česká republika
| Rok  | 1. místo       | Klub                          | 2. místo        | Klub                | 3. místo        | Klub                          |
| ---- | -------------- | ----------------------------- | --------------- | ------------------- | --------------- | ----------------------------- |
| 1994 | Roman Turek    | HC České Budějovice           | Jiří Vykoukal   | HC Sparta Praha     | Roman Horák     | HC České Budějovice           |
| 1995 | Jaromír Jágr   | Pittsburgh Penguins           | Roman Turek     | HC České Budějovice | Pavel Patera    | HC Kladno                     |
| 1996 | Jaromír Jágr   | Pittsburgh Penguins           | Roman Turek     | Nürnberg Ice Tigers | Robert Reichel  | Frankfurt Lions               |
| 1997 | Dominik Hašek  | Buffalo Sabres                | Jaromír Jágr    | Pittsburgh Penguins | Vladimír Vůjtek | Porin Ässät                   |
| 1998 | Dominik Hašek  | Buffalo Sabres                | Jaromír Jágr    | Pittsburgh Penguins | Jiří Dopita     | HC Petra Vsetín               |
| 1999 | Jaromír Jágr   | Pittsburgh Penguins           | Dominik Hašek   | Buffalo Sabres      | Martin Straka   | Pittsburgh Penguins           |
| 2000 | Jaromír Jágr   | Pittsburgh Penguins           | Jiří Dopita     | HC Slovnaft Vsetín  | Roman Čechmánek | HC Slovnaft Vsetín            |
| 2001 | Jiří Dopita    | HC Slovnaft Vsetín            | Jaromír Jágr    | Pittsburgh Penguins | Robert Reichel  | HC Chemopetrol Litvínov       |
| 2002 | Jaromír Jágr   | Washington Capitals           | Dominik Hašek   | Detroit Red Wings   | Martin Havlát   | Ottawa Senators               |
| 2003 | Milan Hejduk   | Colorado Avalanche            | Martin Havlát   | Ottawa Senators     | Patrik Eliáš    | New Jersey Devils             |
| 2004 | Robert Lang    | Detroit Red Wings             | Tomáš Vokoun    | Nashville Predators | Jaromír Jágr    | New York Rangers              |
| 2005 | Jaromír Jágr   | HC Rabat Kladno Avangard Omsk | Tomáš Kaberle   | HC Rabat Kladno     | Tomáš Vokoun    | HC Znojemští Orli HIFK Hockey |
| 2006 | Jaromír Jágr   | New York Rangers              | Tomáš Kaberle   | Toronto Maple Leafs | David Výborný   | Columbus Blue Jackets         |
| 2007 | Jaromír Jágr   | New York Rangers              | Dominik Hašek   | Detroit Red Wings   | Martin Straka   | New York Rangers              |
| 2008 | Jaromír Jágr   | New York Rangers              | Tomáš Plekanec  | Montreal Canadiens  | Tomáš Kaberle   | Toronto Maple Leafs           |
| 2009 | Patrik Eliáš   | New Jersey Devils             | Jaromír Jágr    | Avangard Omsk       | Jan Marek       | Metallurg Magnitogorsk        |
| 2010 | Tomáš Vokoun   | Florida Panthers              | Jaromír Jágr    | Avangard Omsk       | Tomáš Plekanec  | Montreal Canadiens            |
| 2011 | Jaromír Jágr   | Avangard Omsk                 | Tomáš Plekanec  | Montreal Canadiens  | Roman Červenka  | Avangard Omsk                 |
| 2012 | Patrik Eliáš   | New Jersey Devils             | Jaromír Jágr    | Philadelphia Flyers | Milan Michálek  | Ottawa Senators               |
| 2013 | David Krejčí   | Boston Bruins                 | Jaromír Jágr    | Boston Bruins       | Tomáš Plekanec  | Montreal Canadiens            |
| 2014 | Jaromír Jágr   | New Jersey Devils             | Tomáš Plekanec  | Montreal Canadiens  | David Krejčí    | Boston Bruins                 |
| 2015 | Jakub Voráček  | Philadelphia Flyers           | Jaromír Jágr    | Florida Panthers    | Ondřej Palát    | Tampa Bay Lightning           |
| 2016 | Jaromír Jágr   | Florida Panthers              | Tomáš Hertl     | San Jose Sharks     | Tomáš Plekanec  | Montreal Canadiens            |
| 2017 | David Pastrňák | Boston Bruins                 | Jakub Voráček   | Philadelphia Flyers | David Krejčí    | Boston Bruins                 |
| 2018 | David Pastrňák | Boston Bruins                 | Jakub Voráček   | Philadelphia Flyers | David Krejčí    | Boston Bruins                 |
| 2019 | David Pastrňák | Boston Bruins                 | Tomáš Hertl     | San Jose Sharks     | Jakub Voráček   | Philadelphia Flyers           |
| 2020 | David Pastrňák | Boston Bruins                 | Dominik Kubalík | Chicago Blackhawks  | Jakub Voráček   | Philadelphia Flyers           |
| 2021 | David Pastrňák | Boston Bruins                 | Ondřej Palát    | Tampa Bay Lightning | David Krejčí    | Boston Bruins                 |
| 2022 | Ondřej Palát   | Tampa Bay Lightning           | David Pastrňák  | Boston Bruins       | Roman Červenka  | SC Rapperswil-Jona Lakers     |
| 2023 | David Pastrňák | Boston Bruins                 | Martin Nečas    | Carolina Hurricanes | David Krejčí    | Boston Bruins                 |
| 2024 | David Pastrňák | Boston Bruins                 | Lukáš Dostál    | Anaheim Ducks       | Martin Nečas    | Carolina Hurricanes           |
| 2025 | David Pastrňák | Boston Bruins                 | Martin Nečas    | Colorado Avalanche  | Roman Červenka  | HC Dynamo Pardubice           |